# ホセ・ルイス・ヌニェス
ホセ・ルイス・ヌニェス（カスティーリャ語:José Luis Núñez, カタルーニャ語:Josep Lluís Núñez Clemente, 1931年9月21日 - 2018年12月3日）は、スペイン・バスク地方ビスカヤ県バラカルド出身の実業家。ヌニェス・イ・ナバーロ建設会社とヌニェス・イ・ナバーロ・ホテルチェーンを所有している。1978年から2000年にはカタルーニャ州にある総合スポーツクラブのFCバルセロナの会長（第35代）を務めた。

## 人物
1978年、ソシオが参加する初の民主的な会長選挙によって、総合スポーツクラブのFCバルセロナの第35代会長に就任した。会長就任以来、経営基盤を安定させる事に務め、カンプ・ノウの改築によるサッカー部門の観客収容数の増加、有名選手の獲得による経済波及効果でクラブの収益を上げ、ソシオ会員数を大幅に増加させた。また、1979年10月のカタルーニャ州自治政府誕生に呼応して、カタルーニャを代表するクラブである事を強調した。そして副会長のジョアン・ガスパールとのコンビで、20年近くにわたりクラブの実権を握り続けた。FCバルセロナの会長在任中には、4競技のプロチームが計176のタイトルを獲得している。内訳はサッカー部門が30、バスケットボール部門が36、ハンドボール部門が65、ローラーホッケー部門が45である。注目すべきは1999年であり、4チームすべてが各競技の全国選手権で優勝した。クラブのソシオ数は就任時に77,905人だったが、退任時には106,000人に増加した。就任時にはスペイン全土に96のペーニェス（ファンクラブ）が存在したが、退任時には世界中に1,300を数えるまで増加した。在任期間の終盤にはサッカー部門の監督にルイ・ファン・ハールを招聘したが、ファン・ハールはオランダ出身選手を重用し、地元カタルーニャ出身者を冷遇し続けたため、ソシオの反発を招いた。2000年にFCバルセロナの会長職を退いた。
2018年12月3日、87歳で逝去。

## FCバルセロナのサッカー部門に関する経歴
- 1980年 : 西ドイツのベルント・シュスターを獲得。
- 1981年 : 3月1日、FWのキニの誘拐事件が発生、犯人側は3億5千万ペセタの身代金とFCバルセロナのリーグ戦放棄を要求するが、キニは3週間後の3月25日に保護される。
- 1982年 : アルゼンチンのディエゴ・マラドーナを獲得、セサル・ルイス・メノッティを監督に迎える。
- 1986年 : イングランドのゲーリー・リネカーを獲得、テリー・ベナブルズを監督に迎える。
- 1988年 : 4月28日、契約問題から選手側と対立、シーズン終了後に選手を大量放出し、残留した選手はわずか9人だった。5月、オランダのヨハン・クライフを監督に迎える。
- 1990年 : 1990-91シーズンリーガ・エスパニョーラ優勝。以降1993-94シーズンまで4連覇。
- 1992年 : UEFAチャンピオンズリーグ初優勝、決勝戦でUCサンプドリアを1-0で下す。
- 1993年 : ブラジルのロマーリオを獲得。
- 1995年 : ポルトガルのルイス・フィーゴを獲得。
- 1998年 : オランダのルイ・ファン・ハールを監督に迎える
- 1999年 : 3月、クラブ創設100周年記念試合で、クライフ時代のドリームチーム対現役選手の試合が行われる。
- 2000年 : ルイ・ファン・ハールが監督辞任、自らも会長職を退く。